# Josef Moser (Jurist)

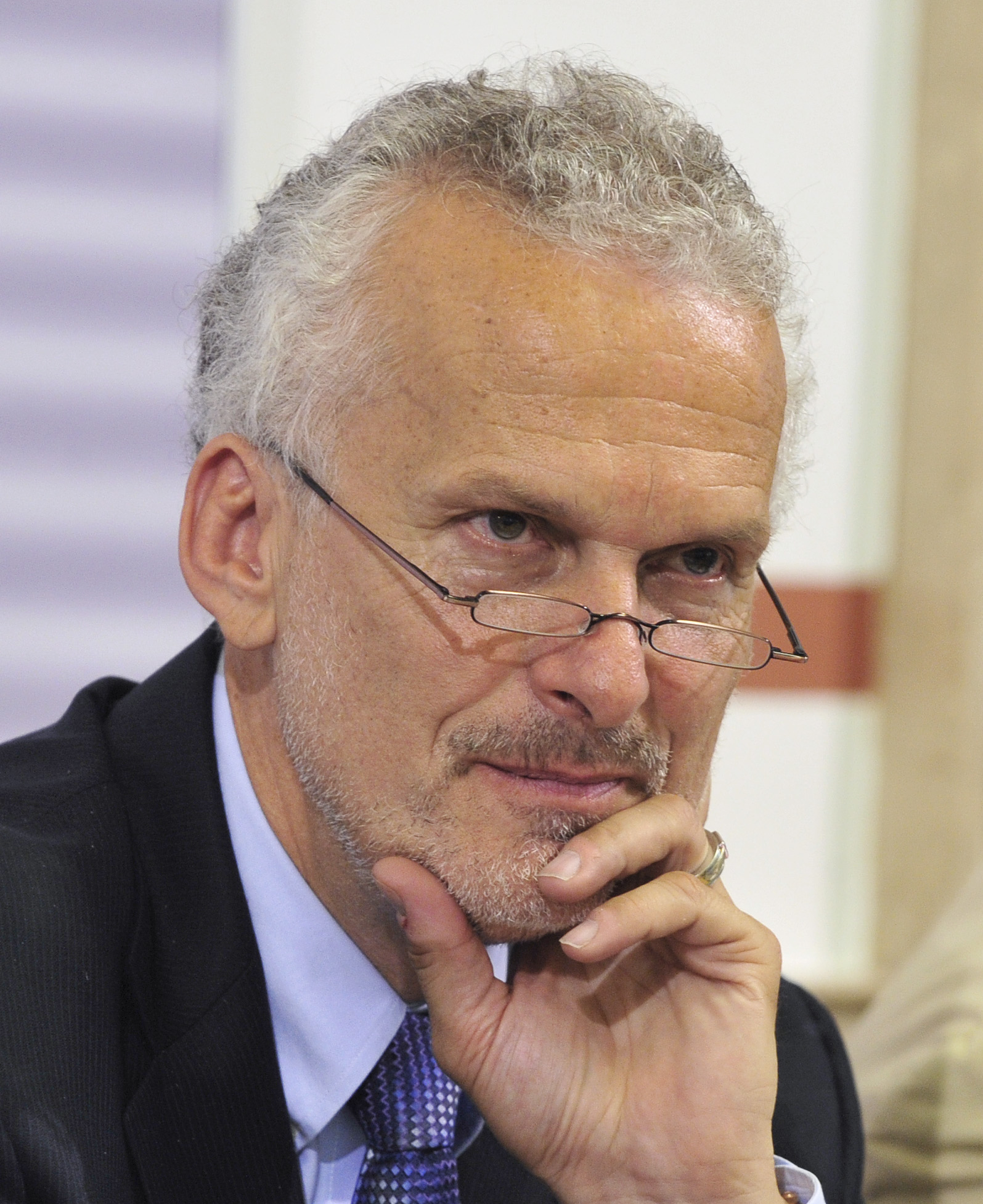
Josef Moser (2010)

Josef Moser (* 6. Oktober 1955 in Lienz, Osttirol) ist ein österreichischer Verwaltungsjurist und Politiker (parteilos; früher FPÖ). Von 2004 bis 2016 war er Präsident des österreichischen Rechnungshofes.
Von 18. Dezember 2017 bis 3. Juni 2019 war er als Bundesminister für Verfassung, Reformen, Deregulierung und Justiz von der Österreichischen Volkspartei (ÖVP) nominiertes Mitglied der Bundesregierung Kurz I und der einstweiligen Bundesregierung Löger.

## Leben
Josef Moser wuchs in Kärnten auf, besuchte das theresianische Militärrealgymnasium in Wiener Neustadt und studierte ab 1976 Rechtswissenschaften an der Universität Wien (Promotion 1981). Von 1981 bis 1990 war er Beamter der Finanzlandesdirektion für Kärnten. Ab 1985 fungierte er dort als Stellvertreter des Vorstandes (Personal- und Präsidialabteilung).
Im Jahr 1991 ernannte ihn der damalige Landeshauptmann von Kärnten Jörg Haider (FPÖ) zu seinem Bürochef, Moser war stellvertretender Leiter des Sekretariats des Landeshauptmanns. Anschließend war er bis 2003 Direktor des FPÖ-Parlamentsklubs. Als Klubdirektor war Moser an der Organisation der Bundesregierung Schüssel I (ÖVP-FPÖ-Koalition) beteiligt. Von Verkehrs- und Infrastrukturminister Hubert Gorbach (FPÖ) für einen Spitzenposten im Bahnbereich aufgebaut, wurde er Generaldirektor der Eisenbahn-Hochleistungsstrecken AG (HL-AG). Danach war er als Vorstandsmitglied der ÖBB-Holding AG designiert, entschied sich jedoch gegen diesen Posten und wurde 2004 als Kandidat der Bundesregierung Schüssel II (ÖVP-FPÖ) Präsident des österreichischen Rechnungshofes.
Vom 1. Juli 2004 bis zum 31. Jänner 2005 war er zudem Mitglied des von der Bundesregierung initiierten Österreich-Konvents.
Er ist verheiratet mit Daniela Moser, bis zu ihrem Antritt des Ruhestandes im November 2019 Präsidentin des Bundesfinanzgerichts.

### Rechnungshofpräsident
Im Jahr 2004 wurde Moser zum Rechnungshofpräsidenten bestellt und war damit auch Vorsitzender der Internationalen Organisation der Obersten Rechnungskontrollbehörden (INTOSAI), dem internationalen Dachverband der Rechnungshöfe weltweit.
Ab Beginn seiner Amtszeit als Rechnungshofpräsident hat Moser wiederholt Reformmaßnahmen in zahlreichen Bereichen der Verwaltung Österreichs – Bildung, Gesundheit, Pflege, Förderungen etc. – gefordert und deren Notwendigkeit betont. Er rief bereits 2004 Bund und Länder angesichts der Entwicklung der öffentlichen Haushalte zu Strukturreformen auf. Im Jahr 2009 vertrat Moser den Rechnungshof in der von der österreichischen Bundesregierung eingesetzten Arbeitsgruppe „Verwaltung Neu“. Der Rechnungshof legte im Zuge dieser Arbeitsgruppe in Zusammenarbeit mit dem WIFO, dem IHS, dem Staatsschuldenausschuss und dem KDZ zahlreiche Experten- bzw. Positionspapiere für Reformmaßnahmen vor – unter anderem die „599 Empfehlungen“ des Rechnungshofes, die medial breiten Anklang fanden. Im Jahr 2014 wies Moser im Hinblick auf das von der Regierung angestrebte strukturelle Nulldefizit bis zum Jahr 2016 darauf hin, dass dies nur bei gleichzeitiger Umsetzung von Reformmaßnahmen möglich sein werde.
Im Zusammenhang mit der Haushaltsstruktur von Ländern und Gemeinden hat Moser die Vereinheitlichung der Rechnungswesen aller Gebietskörperschaften Österreichs als notwendig bezeichnet. Die Rechenwerke der Länder und Gemeinden spiegeln laut Moser die wahre finanzielle Lage nicht wider, da Haftungen und ausgelagerte Unternehmen häufig nicht abgebildet würden. Ausgabenverantwortung, Aufgabenverantwortung und Finanzierungsverantwortung müssten entflochten werden. Dies betreffe zahlreiche Bereiche der öffentlichen Verwaltung, beispielsweise Bildung und Gesundheit.
In Bezug auf die Rolle und Aufgaben des Rechnungshofes machte Moser 2012 darauf aufmerksam, dass dieser zunehmend mit Verwaltungsaufgaben – etwa im Zusammenhang mit dem Parteiengesetz und dem Medientransparenzgesetz – betraut worden ist. Dies gehe zu Lasten der öffentlichen Kontrolle; dem Bundesrechnungshof würden dadurch immer weniger Ressourcen für die Prüftätigkeit zur Verfügung stehen.
Moser war auch Gegenstand der Berichterstattung über illegale Parteienfinanzierung: Der Chauffeur von Jörg Haider sagte aus, 1996 fünf Millionen Schilling, die von dem Industriellen Herbert Turnauer stammten, in einem Plastiksackerl (daher die Bezeichnung Plastiksackerl-Affäre) an Moser in dessen Eigenschaft als damaligem FPÖ-Klubdirektor übergeben zu haben. Eine solche Parteispende hätte laut Gesetz dem Rechnungshof gemeldet werden müssen, was aber in diesem Fall nicht geschah. Beim „Hearing“ für die Position des Rechnungshofdirektors auf die Vorwürfe angesprochen, verwies Moser darauf, dass sämtliche diesbezüglichen Verfahren eingestellt worden seien; er sei „kein Plastiksackerlträger“. Später antwortete Moser in einem Interview mit der Tageszeitung „Der Standard“ im April 2010 auf die Frage, ob diesbezügliche Vorwürfe ihn noch ärgern würden, dass man diese als Teil des politischen Geschehens sehen müsse. Beweise, dass es eine verdeckte Parteifinanzierung gab, wurden bis heute (2013) nicht bekannt.
Der Rechnungshof erhielt unter Mosers Leitung 2013 den Jörg-Kandutsch-Preis der INTOSAI. In der Begründung der Jury hieß es, der Rechnungshof habe seine Funktion als Generalsekretariat der INTOSAI auf eine „herausragende Weise“ ausgeführt. Genannt wurden die Förderung der Stärkung der Organisation, die Sicherstellung des Wissensaustausches unter allen INTOSAI-Mitgliedern, die federführende Rolle in der Umsetzung des ersten Strategischen Plans der INTOSAI (2005–2010) und des Strategischen Plans (2011–2016) sowie das Engagement bei der Erreichung der Annahme der Resolution A/66/209 der UNO-Generalversammlung zur Unabhängigkeit der Rechnungshöfe.
Im Oktober 2013 traf Moser in seiner Rolle als INTOSAI-Generalsekretär mit UN-Generalsekretär Ban Ki-moon zusammen. Dabei vereinbarten sie eine Intensivierung der Zusammenarbeit zur Stärkung von Transparenz und Rechenschaftspflicht. Dazu können Rechnungshöfe beitragen, da sie Fehlentwicklungen sichtbar machen, die Rechenschaftspflicht der Verantwortlichen sichern und mit ihren Empfehlungen konkrete Verbesserungsvorschläge geben.
Mosers Amtszeit als Rechnungshofpräsident und Generalsekretär der INTOSAI endete am 30. Juni 2016. Er verabschiedete sich mit einem Positionspapier, das 1007 Empfehlungen an die österreichische Bundesregierung enthielt. In seiner Zeit als Rechnungshofpräsident gab es 1094 Initiativprüfungen, 81 Sonderprüfungen und 1175 Berichtsbeiträge mit insgesamt 79.042 Seiten. Zu seiner Nachfolgerin wählte der Nationalrat am 16. Juni 2016 Margit Kraker, zuvor ab 2013 Direktorin des steirischen Landesrechnungshofes.
Im Oktober 2016 trat Moser die Nachfolge von Gabriele Zuna-Kratky als Präsident von EcoAustria an. Im Dezember 2017 legte er sein Amt wegen seiner Tätigkeit als Bundesminister zurück.

### Ministeramt
Bei der Nationalratswahl am 15. Oktober 2017 kandidierte er auf dem dritten Platz der Bundesliste der Liste Sebastian Kurz – die neue Volkspartei und zog am 9. November 2017 in den Nationalrat ein. Am 18. Dezember 2017 wurde er von Bundespräsident Alexander Van der Bellen als Bundesminister für Justiz ernannt und angelobt. Die Regierung änderte sodann die Zuständigkeiten einiger Ministerien, weshalb Moser am 8. Jänner formal ein weiteres Mal angelobt wurde, diesmal als Bundesminister für Verfassung, Reformen, Deregulierung und Justiz.
Im Zuge der BVT-Affäre musste Moser sich gegen den Vorwurf verteidigen, die Justiz habe nicht ordnungsgemäß bei der Hausdurchsuchung in den Räumlichkeiten des Bundesamtes für Verfassungsschutz und Terrorismusbekämpfung (BVT) am 28. Februar 2018 gehandelt.
Mit Angelobung der Bundesregierung Bierlein schied er aus der Bundesregierung aus. Er kehrte mit 12. Juni 2019 wieder als Abgeordneter in den Nationalrat zurück. Ende März 2020 schied er aus dem Nationalrat aus, sein Mandat übernahm nach dem Mandatsverzicht von Martina Ess Werner Saxinger.

## Auszeichnungen
- 2003: Großes Goldenes Ehrenzeichen für Verdienste um die Republik Österreich[32]
- 2008: Großes Goldenes Ehrenzeichen am Bande für Verdienste um die Republik Österreich[32]
- 2011: Honorarprofessor Nanjing Audit University China[33]

## Publikationen
- 2016: Einspruch: Der Zustand der Republik und wie sie noch zu retten ist, gemeinsam mit Hannes Androsch, Edition a, Wien 2016, ISBN 978-3-99001-200-0